# Чивитанова Алта (Мачерата)
Чивитанова Алта (итал. Civitanova Alta) насеље је у Италији у округу Мачерата, региону Марке.
Према процени из 2011. у насељу је живело 2608 становника. Насеље се налази на надморској висини од 152 м.